# Bisons de Buffalo (1890)
Pour les articles homonymes, voir Bisons de Buffalo (homonymie).
Les Bisons de Buffalo (en anglais : Buffalo Bisons) sont une ancienne franchise de la Players League basée à Buffalo (New York) aux États-Unis. Parmi les principaux joueurs des Bisons, citons Connie Mack, membre du Temple de la renommée du baseball. Jack Rowe (27-72) et Jay Faatz (9-24) se relaient au poste de manager.
À l'occasion de l'unique saison de la Players League, Buffalo termine huitième sur huit du classement final avec 36 victoires pour 96 défaites.